# 北九州市立松本清張記念館

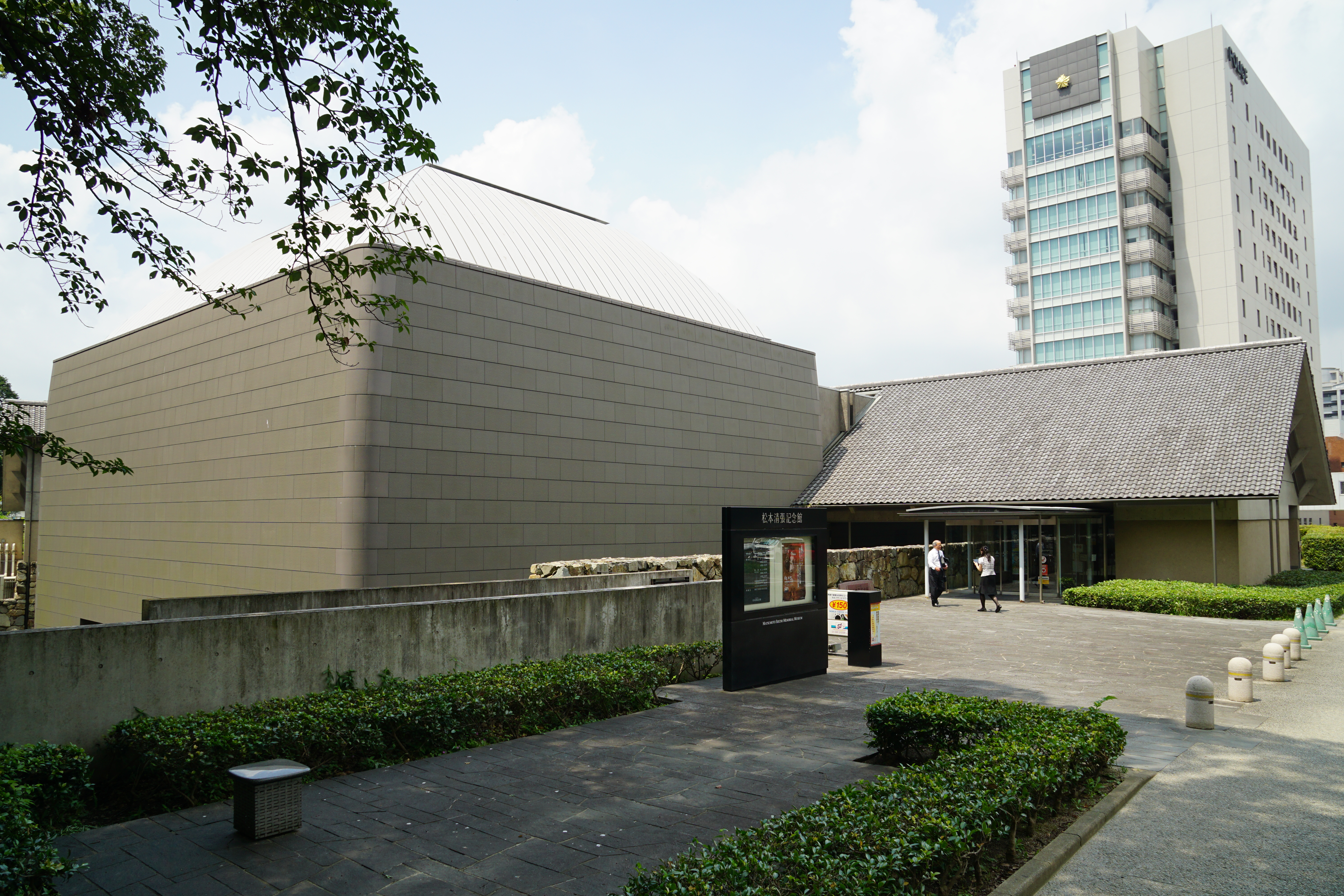
入口側

北九州市立松本清張記念館（きたきゅうしゅうしりつまつもとせいちょうきねんかん）は、福岡県北九州市小倉北区城内にある、作家・松本清張の生涯と業績にかかわる展示を行う文学館である。

## 概要
清張死没を受け、生前の功績を称え後世に語り継ぐことを目的として、清張の郷里である小倉北区に記念館を建設することを決定。小倉城址域の南西端の一角に1998年（平成10年）8月4日開館。
館内では、作家としての清張の業績について、映像や展示物などで紹介している。なかでも、東京都杉並区高井戸の自宅の外観をはじめ、遺族から寄贈を受け、書斎や書庫・応接間を清張が亡くなった当時の状態で忠実に再現した展示室が目玉の一つである。また、オリジナルドキュメンタリー映像「日本の黒い霧 - 遙かな照射」の上映も行なっている。他に、随時実施される企画展のほか、講演会などのイベントも開催されている。
開館10周年にあたる2008年（平成20年）には、第56回菊池寛賞を受賞した。受賞の理由は、「地方財政が厳しい折、水準の高い研究誌を刊行しつつ、多彩な企画展を催すなど、健闘しながら開館10周年を迎えた」ことによる。
2009年（平成21年）、北九州市などが清張の生誕100年を記念した各種イベントを展開したこともあり入館者が増え、まさに「100歳の誕生日」の2日前となった12月19日に、累計入館者が100万人に達した。
開館以来2016年（平成28年）3月まで、文藝春秋で長年清張の担当編集者であった藤井康栄が館長を務めた（現在は名誉館長）。
記念館による刊行物として、随時発行される館報（ウェブサイト内で閲覧可能）、企画展図録のほか、各分野の専門家による研究誌『松本清張研究』がある。

## 建築概要
- 設計 ― 宮本忠長建築設計事務所[4]
- 竣工 ― 1998年6月
- 構造 ― RC・プレキャストコンクリート
- 建築面積 ― 1583.50 m2
- 延床面積 ― 3391.69 m2
- 敷地面積 ― 2,800 m2
- 階数 ― 地上2階・地下1階

## 利用情報
- 所在地 - 福岡県北九州市小倉北区城内2番3号
- 入館料 - 一般600円[5]、高校生以下や団体などには割引料金有、障害者手帳[6]所持者。
- 開館時間 - 9:30〜18:00（入館は17:30まで）
- 休館日 - 毎週月曜日（休日の場合は翌日）、年末年始（12月29日〜1月3日）[7]

## 交通
- 西鉄バス北九州 - 小倉城・松本清張記念館前バス停下車
- 北九州市営バス - 松本清張記念館前バス停下車（小倉北警察署側のみ）

名称は違うが警察署側は同じ場所にバス停がある。
- 九州旅客鉄道（JR九州）鹿児島本線 小倉駅から徒歩15分、西小倉駅から徒歩5分

なお、西鉄バス北九州は小倉駅から上記バス停までの運賃は100円である。
- 北九州高速1号線大手町出入口より1.1㎞、勝山出入口より700m

## 周辺施設
- 小倉城
- 小倉北警察署
- 勝山公園